# Protracheoniscus hummeli
Protracheoniscus hummeli är en kräftdjursart som beskrevs av Karl Wilhelm Verhoeff1939. Protracheoniscus hummeli ingår i släktet Protracheoniscus och familjen Trachelipodidae. Inga underarter finns listade i Catalogue of Life.